# 스마트 모빌리티 아키텍처

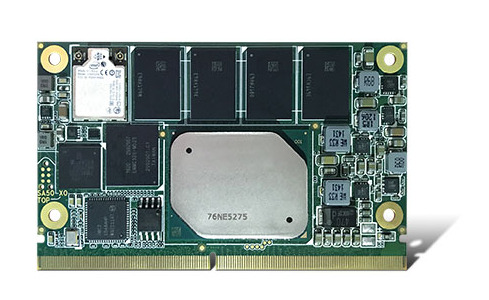
콘가텍 SMARC 모듈

스마트 모빌리티 아키텍처(Smart Mobility Architecture, SMARC)는 컴퓨터 온 모듈 (COM)을 위한 컴퓨터 하드웨어 표준이다.
SMARC 모듈은 모바일 장치와 같이 매우 작고 저전력 시스템 개발을 위해 특별히 설계되었다.

## 규격
SMARC 하드웨어 규격 V1.0은 임베디드 기술 표준화 그룹 (SGeT)에 의해 발표되었다. SGeT는 2012년 엥겔베르트 회르만스도르퍼(Engelbert Hörmannsdorfer)를 필두로 첫 회의를 가졌다. 이 규격은 SGeT 웹사이트에서 무료로 다운로드할 수 있다. 일반적으로 SMARC 모듈은 ARM 아키텍처 프로세서를 기반으로 하지만, x86 프로세서를 기반으로 하는 것과 같은 다른 저전력 시스템 온 칩 (SoC) 아키텍처도 장착할 수 있다. 일반적으로 SMARC 모듈의 전력 요구 사항은 몇 와트 범위이다.
컴퓨터 온 모듈은 부팅 가능한 컴퓨터의 핵심 기능과 DRAM, 부팅 플래시, 전압 분배, 이더넷 및 디스플레이 송신기 등 추가 회로를 통합한다. 이 모듈은 응용 프로그램별 캐리어 보드와 함께 배포되며, 캐리어 보드의 크기와 형태는 고객별 요구 사항에 맞게 정의할 수 있다. 캐리어 보드는 필요한 인터페이스를 실행하며, 필요한 경우 오디오 코덱, 터치 컨트롤러, 무선 통신 인터페이스 등 추가 기능을 통합할 수 있다.
SMARC 규격은 모듈의 크기와 고정 지점의 위치뿐만 아니라 캐리어 보드와의 커넥터 및 핀아웃이 있는 실행된 인터페이스를 설명한다. 핀아웃은 ARM 및 저전력 SoC 인터페이스에 최적화되어 있으며, 저전력 및 모바일 응용 프로그램에 대한 목표 지향적인 초점을 통해 기존 PC 인터페이스와 구별된다.
SMARC는 콘트론과 아들링크가 2012년 2월에 도입한 초저전력(ULP-COM) 폼 팩터를 기반으로 한다.
SGeT의 규격화 과정에서 표준은 SMARC로 이름이 변경되었다. SGET은 2012년 12월 1.0 규격을 승인했다.
SMARC 진화 및 채택
시간이 지남에 따라 SMARC (Smart Mobility ARChitecture) 표준은 진화하여 최신 버전은 2.x가 되었다. 처음에는 이 표준이 주로 콘트론과 아들링크와 같은 회사에서 지원되었다. 그러나 SMARC 모듈의 채택은 크게 증가했으며, 추가 공급업체가 시장에 진입했다. 현재 SMARC 모듈을 제공하는 주목할 만한 회사로는 원래의 선구자인 콘트론과 아들링크 외에 Toradex가 있다.

### 크기
SMARC는 두 가지 모듈 크기를 정의한다.
- 82 mm × 50 mm (매우 작은 저전력 설계용)
- 82 mm × 80 mm (고성능 SoC 및 공간 및 냉각 요구 사항이 증가한 SoC용)

### 커넥터
SMARC 컴퓨터 온 모듈은 모듈의 인쇄 회로 기판 (PCB)에 314개의 카드 엣지 접점을 가지고 있으며, 이 접점은 캐리어 보드의 로우 프로파일 커넥터를 통해 연결된다. 대부분의 경우 커넥터의 구성 높이는 4.3 mm이다. 또한 모바일 PCI 익스프레스 모듈 3.0 그래픽 카드에도 사용되며, 이는 물론 완전히 다른 핀 할당을 갖는다.

### 신호선 및 핀 할당
신호 전송은 총 314개의 핀을 통해 이루어진다. 이 중 33개는 전원 공급 및 접지를 위한 예약된 신호선이므로 SMARC를 사용하면 총 281개의 신호선이 효과적으로 사용 가능하다. ARM 및 SoC에 일반적으로 사용되는 에너지 절약형 인터페이스로는 디스플레이 연결을 위한 병렬 LCD, 카메라를 위한 모바일 산업 프로세서 인터페이스, 일반 주변 장치 연결을 위한 직렬 주변기기 인터페이스 버스 (SPI), 오디오를 위한 I²S 및 I2C가 포함된다. 이 외에도 USB, SATA 및 PCI 익스프레스와 같은 기존 컴퓨터 인터페이스도 정의되어 있다.
SMARC 규격의 2.0 버전에서는 314개의 신호선 모두가 고정된 I/O에 할당되지 않는다. 대체 기능 블록(AFB)에는 다양한 요구 사항에 사용할 수 있는 여유 핀이 있다. 이는 SMARC 규격이 오늘날 예측할 수 없는 미래의 기술 개발을 유연하게 수용하면서도 이전 설계와의 완벽한 호환성을 유지하도록 보장하기 위함이다. 한편으로는 SMARC 규격의 확장 버전이 이 20개의 AFB 신호선에 새로운 표준 기능을 할당할 수 있다. 다른 한편으로는 SMARC 규격 1.0은 미디어 지향 시스템 전송(MOST) 버스, 듀얼 기가비트 이더넷, 슈퍼 스피드 USB 또는 산업용 네트워크 프로토콜을 AFB의 인터페이스로 상상하거나 할당할 수 있다고 명시하고 있다.

## 같이 보기
- COM 익스프레스, 컴퓨터 온 모듈의 또 다른 표준
- ETX
- Qseven
- XTX